# Will Ferguson
Will Ferguson (Fort Vermilion, 12 ottobre 1964) è uno scrittore e giornalista canadese.
Ha studiato sceneggiatura e produzione cinematografica alla York University in Toronto. È famoso per le sue osservazioni umoristiche sulla storia e sulla cultura canadese.
Dopo l'università è entrato a far parte del Japan Exchange Teachers Program (JET) e ha trascorso cinque anni in Asia, viaggiando attraverso Cina, Corea, Indonesia e Malesia.
Ha scritto prevalentemente guide turistiche; il suo primo romanzo è Happiness™, Felicità®.
Nel suo libro Autostop con Buddha, lo scrittore afferma di essere un lontano discendente del noto esploratore David Livingstone.

## Opere
- Why I Hate Canadians (1997)
- I Was a Teenage Katima-Victim! (1998)
- Hokkaido Highway Blues (1998), riedito nel 2005 col titolo Hitching Rides with Buddha. A Journey across Japan [la versione italiana è condotta sull'edizione 2005 uscita in Canada]
  -  Autostop con Buddha. Viaggio attraverso il Giappone, traduzione di Claudio Silipigni, Collana Feltrinelli Traveller, Milano, Feltrinelli, 2007, ISBN 978-88-710-8219-6. - Collana UEF.Traveller n.2128, Milano, Feltrinelli, 2009, ISBN 978-88-077-2128-1; Collana UEF n.8106, Feltrinelli, 2013, ISBN 978-88-078-8106-0.
- The Hitchhiker's Guide to Japan (1998)
- Bastards and Boneheads: Canada's Glorious Leaders, Past and Present (1999)
- Canadian History for Dummies (2000; ed. riveduta, 2005)
- Generica (2001), vincitore della Stephen Leacock Medal for Humour, riedito col titolo Happiness
  -  Felicità, traduzione di Andrea Buzzi, Collana I canguri n.146, Milano, Feltrinelli, 2003, ISBN 978-88-077-0146-7. - Collana UEF n.1798, Milano, Feltrinelli, 2004, ISBN 978-88-078-1798-4.
- How to Be a Canadian (Even If You Already Are One) (2001), scritto con Ian Ferguson[1]
- Beauty Tips from Moose Jaw: Travels in Search of Canada (2004), vincitore della Stephen Leacock Medal for Humour
- The Penguin Anthology of Canadian Humour, curatela, (2006)
- Spanish Fly (2007), pubblicato nel Regno Unito col titolo Hustle
- Beyond Belfast: A 560-Mile Walk Across Northern Ireland on Sore Feet (2009), vincitore della Stephen Leacock Medal for Humour
- Coal Dust Kisses: A Christmas Memoir (2010)
- Canadian Pie (2011)
- 419 (2012), vincitore del Scotiabank Giller Prize
- Road Trip Rwanda: A Journey into the New Heart of Africa (2015)
- The Shoe on the Roof (2017)
- The Finder (2020), vincitore nel 2021 del Crime Writers of Canada Award for Best Novel